# Maxime Weygand
Maxime Weygand, francoski general in akademik, * 21. januar 1867, † 28. januar 1965.